# کشش عمیق

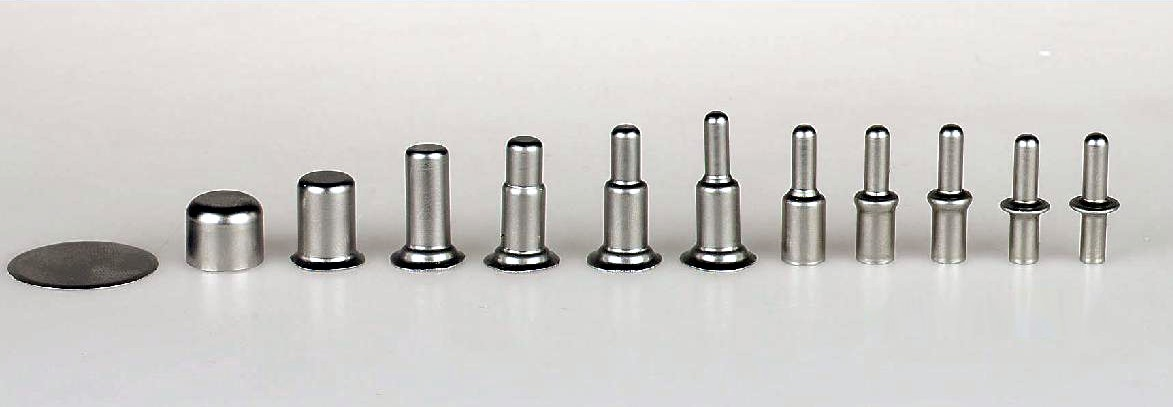
مراحل کشش عمیق یک قطعه

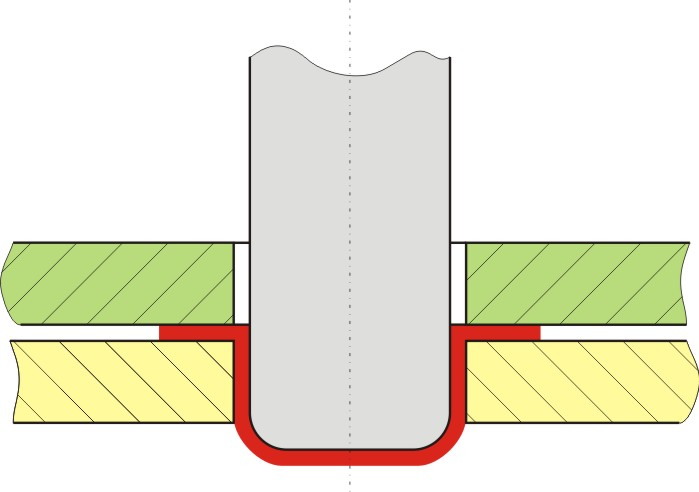
سمبه و ورق گیر

کشش عمیق جزو فرایندهای شکل دهی ورق محسوب می‌شود که در آن یک ورق فلزی با عملیات مکانیکی به شکل مطلوب می‌رسد. این یک فرایند تغییر شکل با حفظ مواد است. علت نامگذاری کشش «عمیق» این است که عمقی که ورق کشیده می‌شود بزرگتر از قطر ورق است. این فرایند ممکن است با کشش در چندین مرحله در قالب‌ها انجام می‌شود. به منطقه فلنج (ورق در داخل قالب) با حفظ خواص ماده، تنش کشش شعاعی و تنش فشاری مماسی وارد می‌شود. این تنش فشاری باعث ایجاد چروک در ورق می‌شود. این چین و چروک را می‌توان با ورق گیر کنترل کرد. ورق گیر جریان ورق به داخل قالب را کنترل می‌کند.
بیشتر قطعاتی که از فلز ورق تولید می‌شوند، استوانه‌ای یا جعبه‌ای شکلند. برای مثال قابلمه‌ها و ماهی تابه‌ها، دبه‌های غذا و قوطی‌های نوشابه، لگن‌های آشپزخانه و مخزن سوخت‌های اتومبیل‌ها با این روش تولید می‌شوند. این گونه قطعات، معمولاً با فرایندی که در آن یک سنبه، یک پولک، فلز ورق تخت را به داخل حفره ماتریسی می‌برد تولید می‌شوند. اگرچه این فرایند به دلیل قطعاتی که به این وسیله تولید می‌شوند، اغلب کشش عمیق نامیده می‌شود ولی برای تولید قطعاتی که عمق کم یا متوسطی دارند نیز به کار می‌رود.

## فرایند کشش عمیق

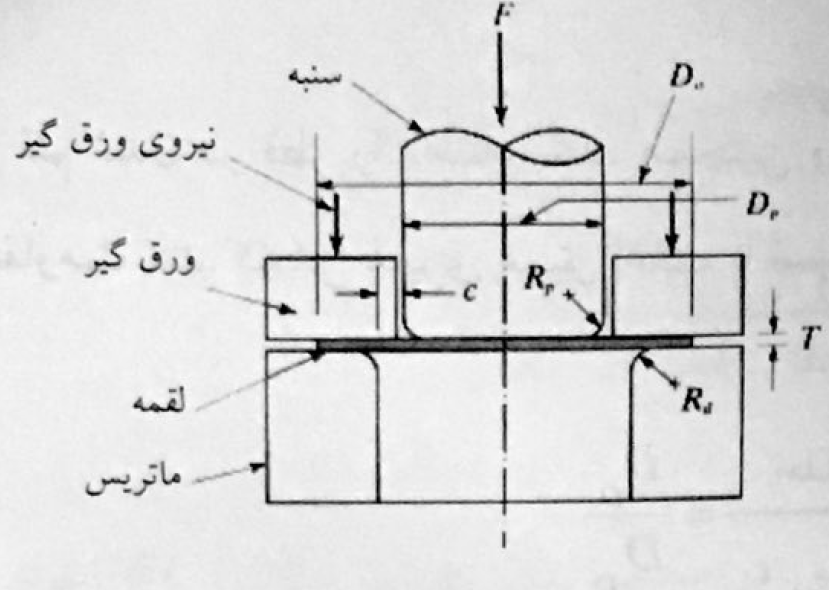
شماتیک فرایند کشش عمیق

در روش معمول، یک پولک فلزی گرد روی دهانه ماتریسی دایره‌ای قرار گرفته و با یک ورق گیر، یا حلقهٔ روبنده در جای خود نگه داشته می‌شود. سنبه رو به پایین حرکت می‌کند و پولک را به داخل حفره ماتریس می‌فشارد و به صورت یک فنجان شکل می‌دهد. متغیرهای تأثیرگذار در کشش عمیق عبارتند از: خواص فلز ورق، نسبت قطر پولک به نسبت قطر سنبه، لقی بین سنبه و ماتریس، شعاع سنبه، شعاع لبه ماتریس، نیروی ورق گیر و اصطکاک و روانکاری.
در خلال عملیات کشش، حرکت پولک به داخل حفره قالب، تنش‌های فشاری (تنش محیطی) را در اطراف فلنج به وجود می‌آورد که می‌خواهند هنگام کشش در فلنج، چروک ایجاد کنند. این پدیده را با فشردن یک تکه کاغذ دایره‌ای شکل به داخل یک حفرهٔ گرد، مانند یک لیوان آبخوری می‌توان نمایش داد. چروکیدگی را می‌توان با یک ورقگیر تحت نیروی معینی کاهش داد یا از بین برد. به منظور بهبود عملکرد، مقدار این نیرو را می‌توان به عنوان تابعی از مقدار پیشروی سنبه تنظیم کرد.
دیواره فنجان که قبلاً شکل گرفته‌است، در معرض یک تنش کششی اصلی طولی، قرار می‌گیرد. افزایش طول، موجب می‌شود که دیواره فنجان نازک شود و چنانچه بیش از اندازه باشد، موجب پارگی فنجان خواهد شد. به دلیل متغیرهای زیادی که در این کار دخالت دارند، نیروی سنبه دشوار است. این نیرو با افزایش استحکام، قطر و ضخامت پولک فلز ورق افزایش می‌یابد.
اغلب مواد برای رسیدن به شکل نهایی در چندین مرحله تغییر شکل می‌دهند. این روش (کشش عمیق) باعث کاهش استفاده از مواد خام و در نتیجه کاهش هزینه می‌شود. در تصویر نیز مراحل کشش عمیق یک قطعه معلوم است.

## انواع فرایندهای کشش عمیق
کشش عمیق، به دو دستهٔ مرسوم و غیرمرسوم انجام می‌شود. هدف اصلی از فرایند کشش عمیق غیرمرسوم، افزایش محدوده شکل پذیری فرایند است. برخی از فرایندهای غیر مرسوم کشش عمیق، عبارتند از: کشش عمیق هیدرومکانیکی، فرایند هیدروفرم، فرایند کشش محلولی، فرایند مارفورم، کشش عمیق هیدرولیک و فرایندهای مشابه دیگر.
به عنوان مثال در فرایند مارفورم، از تکنیک‌های شکل‌دهی لاستیکی برای انجام فرایند استفاده می‌شود. قطعاهای با فرورفتگی عمیق می‌توانند به وسیله دیواره‌های عمودی یا شناور، شکل بگیرند. در این نوع از فرایند شکل دهی، از یک نیم صفحهٔ لاستیکی و یک نیم صفحه جامد دیگر به منظور تهیه تجهیزات مورد نیاز برای ساخت قالب، مشابه با روش‌های مرسوم در کشش عمیق، استفاده می‌شود تا قطعه را به شکل نهایی موردنظر تبدیل کند. قالب‌ها، از آلیاژهای سبک ساخته می‌شوند و صفحه لاستیکی، ۵/۱ تا ۲ برابر قطعه اولیه ضخیم هستند. برای انجام فرایند، یک پرس یک جهته به همراه قالب و نگه دارنده‌های قطعه، لازم است. قطعه اولیه در مقابل صفحه لاستیکی قرار می‌گیرد و در این هنگام، یک پانچ همانند روش‌های مرسوم کشش عمیق، این فرایند را انجام می‌دهد و قطعه نهایی را تولید می‌کند.

## نیروی مورد نیاز برای تغییر شکل در کشش عمیق
نیروی کشش کل از نیروی سمبه و نیروی ورق گیر که باعث ایجاد اصطکاک می‌شود، تشکیل می‌شود. نیرویی که از طرف سمبه وارد می‌شود باعث کشش می‌شود. با توجه به نیروی کششی دیواره قطعه نازک می‌شود در نتیجه ضخامت دیواره ناهموار می‌شود؛ که کمترین ضخامت در قسمت انتهایی سمبه است.
باریکترین ضخامت قطعه حداکثر تنش که می‌تواند به منطقه تغییر شکل وارد شود را تعیین می‌کند. با توجه به ثابت بودن حجم ورق و ضخامت مورد نیاز می‌توان مقدار نیروی لازم برای تغییر شکل را حساب کرد. شاخص شکل پذیری مواد به کشش حدی (به انگلیسی:LDR) بستگی دارد که عبارت است از بزرگترین نسبت قطر قطعه خام به قطر سمبه که بتوان با موفقیت کشید. محاسبه کشش حدی برای اجزای پیچیده دشوار است برای همین در نواحی بحرانی از تقریبات ممکن استفاده می‌کنند. در هنگام کشش بر روی قطعه کار سختی انجام می‌شود به همین دلیل بعد از کشش عمیق برای بازگشت به خواص اولیه قطعه را در کوره در اتمسفر مشخص قرار می‌دهند.
مواد نرم‌تر راحت‌تر تغییر شکل می‌دهند به همین علت نیروی کمتری هم لازم است. در جدول زیر نیروی لازم برای تغییر شکل برخی مواد آورده شده‌است.
| مواد           | درصد کاهش اندازه | درصد کاهش اندازه | درصد کاهش اندازه | درصد کاهش اندازه |
| مواد           | ۳۹٪              | ۴۳٪              | ۴۷٪              | ۵۰٪              |
| -------------- | ---------------- | ---------------- | ---------------- | ---------------- |
| آلومینیوم      | ۸۸               | ۱۰۱              | ۱۱۳              | ۱۲۶              |
| برنج           | ۱۱۷              | ۱۳۴              | ۱۵۱              | ۱۶۸              |
| فولاد نورد سرد | ۱۲۷              | ۱۴۵              | ۱۶۳              | ۱۸۱              |
| فولاد ضد زنگ   | ۱۶۶              | ۱۹۰              | ۲۱۴              | ۲۳۸              |

## عملیات کشش عمیق
دستور العمل‌های خاصی برای موفقیت در کشش عمیق وضع شده‌اند. فشار ورقگیر اغلب ۷/۰ تا ۱٪ مجموع استحکام تسلیم و استحکام کششی نهایی فلز ورق انتخاب می‌شود. نیروی بسیار زیاد ورقگیر نیروی سنبه را افزایش می‌دهد و موجب می‌شود دیواره فنجان پاره شود. از سوی دیگر، چنانچه نیروی ورقگیر بسیار کم باشد، چروکیدگی پدید خواهد آمد.
لقی‌ها معمولاً ۷ تا ۱۲٪ بیشتر از ضخامت ورق هستند. اگر لقی خیلی کم باشد، پولک ممکن است به سادگی توسط سنبه بریده شود. شعاع‌های لبه سنبه و ماتریس نیز مهمند.
اغلب برای کنترل جریان پولک به داخل حفره ماتریس، آویزه‌هایی لازم است. آویزه‌ها جریان فلز ورق را با خم و راست کردن آن هنگام کشش محدود می‌کنند و به این ترتیب، نیروی لازم برای کشیدن ورق به داخل حفره قالب را افزایش می‌دهند. آویزه‌ها به کاهش نیروهای ورقگیر مورد نیاز نیز کمک می‌کنند.
به منظور جلوگیری از پارگی فلز ورق هنگام شکل دهی، عواملی نظیر (۱) شعاع‌های بزرگ ماتریس، (۲) روانکاری مؤثر، (۳) شکل و محل آویزه‌های کشش، (۴) توسعه درست اندازه و شکل پولک، (۵) برش گوشه‌های پولک (۶) استفاده از پولک‌های عاری از عیب‌های داخلی و خارجی، حائز اهمیت است.

### اتوکشی
اگر لقی بسیار بزرگ باشد، فنجان کشیده شده در لبه، دیوارهای ضخیم‌تری نسبت به ته آن خواهد داشت. اتوکشی فرایندی است که در آن ضخامت دیواره یک فنجان، با رد کردن فنجان از حلقه‌های اتوکشی یکسان می‌شود. برای مثال قوطی‌های آلومینیومی نوشابه، دو یا سه عملیات اتوکشی در یک ضربه (که در آن‌ها فنجان کشیده شده، از یک سری حلقه‌های اتوکشی رد می‌شود) می‌بینند.

### کشش مجدد
دبه‌ها یا پوسته‌هایی که کشش آن‌ها در یک عملیات بسیار دشوار است، اغلب کشش مجدد می‌شوند. به دلیل ثابت ماندن حجم ماده، فنجان با کشش مجدد به قطرهای کوچکتر تبدیل شده و نازکتر می‌شود.

### کشش بدون ورقگیر
کشش عمیق ممکن است بدون ورقگیر نیز با موفقیت انجام شود، به شرط آنکه فلز ورق به حد کافی ضخیم باشد تا در آن چروکیدگی پیش نیاید. قالب‌های کشش ورقگیر، شکل خاص دارند.

### برجسته کاری
برجسته کاری عملیاتی متشکل از کشش‌های کم عمق یا متوسط است که با جفت شدن قالب‌های نر و ماده انجام می‌شود. برجسته کاری در اصل برای استحکام بخشی به رویه‌های پهن و مقاصد تزیینی به کار می‌رود.

### روانکاری
روانکاری، نیروهای کشش را پایین می‌آورد، کشش پذیری را افزایش داده و عیوب قطعات و ساییدگی ابزارآلات را کم می‌کند. به‌طور کلی، روانکار سنبه باید در یک مقدار حداقل حفظ شود، زیرا اصطکاک بین سنبه و فنجان کشش پذیری آن را بهبود می‌بخشد.
روان کارها برای کاهش اصطکاک بین سمبه و قطعه استفاده می‌شوند. همچنین برای تمیز کردن سمبه کاربرد دارند. روان کارها باعث ایجاد سطح صیقلی تر در قطعه نهایی می‌شوند.
روانکاری باعث کاهش احتمال پارگی می‌شود.

## ابزار آلات و تجهیزات کشش
معروف‌ترین مواد ابزار و قالب برای کشش عمیق، فولادهای ابزار و چدن‌ها هستند. هرچند از مواد دیگر، نظیر کاربایدها و پلاستیک‌ها نیز ممکن است برای این منظور استفاده شود. ماشین کشش عمیق معمولاً یک پرس دو کاره هیدرولیکی یا یک پرس مکانیکی است که پرس مکانیکی به خاطر سرعت زیاد سنبه در آن، مناسب تر است. پرس هیدرولیکی دو کاره، سنبه و ورقگیر را مستقل از هم کنترل می‌کند.
سمبه و قالب عموماً از فولاد ابزار ساخته می‌شوند. اما از فولاد کربنی که ارزانتر است نیز استفاده می‌کنند. فولاد کربنی به علت سختی کم کمتر استفاده می‌شود. از آلیاژهای فولاد نیز در دستگاه کشش عمیق استفاده می‌شود.

## کاربرد
کاربردهای تجاری این روش شکل‌دهی دارای هندسه‌های پیچیده‌ای است.
مصارف صنعتی از فرایندهای کشش عمیق شامل بدنه خودرو و قطعات ساختاری، قطعات هواپیما و … است. قطعات فنجانی شکل مثل سینک ظرفشویی آشپزخانه و انواع قابلمه و گلگیر خودرو نیز با این روش تولید می‌شوند. فشنگ گلوله نیز با این روش تولید می‌شود.

## محدودیت ها
مهمترین محدودیت در شکل‌دهی مطلوب ورق‌های فلزی، پدیده بازگشت فنری در طول باربرداری است که منجر به بازگشت فنری و انحنای دیواره جانبی می‌گردد؛ بنابراین پیش‌بینی بازگشت فنری و انحنای دیواره جانبی برای تولید محصولات دقیق ضروری است.